# Albrecht Dürer 1471 – 1528
Albrecht Dürer 1471 – 1528 ist ein Dokumentarfilm des DEFA-Studios für Dokumentarfilme von Gerhard Jentsch aus dem Jahr 1971.

## Handlung
In diesem Film wird ein Gesamtblick auf das Schaffen Albrecht Dürers, der prägenden künstlerischen Erscheinung der deutschen Renaissance, geworfen und sein Leben und Werk im Zusammenhang mit der Entwicklung von Wissenschaft und Technik, der Apokalypse des Bauernkriegs und des Aufbruchs in die Neuzeit betrachtet.
Folgende Werke Albrecht Dürers werden in diesem Dokumentarfilm gezeigt und kommentiert: 
- Melencolia I. (Kupferstich)
- Der heilige Hieronymus im Gehäus. (Kupferstich)
- Ritter, Tod und Teufel. (Kupferstich – 1513)
- Selbstbildnis mit Eryngium.  (Öl auf Leinwand – 1493)
- Selbstbildnis im Pelzrock. (Öl auf Holz – 1500)
- Weiher im Walde. (Aquarell – 1495)
- Maria mit der Meerkatze. (Kupferstich)
- Der heilige Antonius vor der Stadt. (Kupferstich – 1512)
- Marienleben. (1 Kupferstich aus der Serie)
- Die vier apokalyptischen Reiter. (Holzschnitt)
- Die vier Racheengel und das reitende Heer. (Holzschnitt)
- Der Kampf Michaels mit dem Drachen. (Holzschnitt)
- Selbstbildnis des Dreizehnjährigen. (Silberstiftzeichnung – 1484)
- Albrecht Dürer der Ältere. (Vater) (Silberstiftzeichnung)
- Selbstbildnis mit Bandage. (Federzeichnung auf Papier – 1491)
- Frau Agnes Dürer.
- Dürers Mutter. (Kohlezeichnung)
- Dürers Lehrer Michael Wolgemut.
- Hieronymus Holzschuher.
- Porträt Oswolt Krel. (1499)
- Porträt Konrad Peutinger. (Kohle auf Papier – 1517)
- Desiderius Erasmus.
- Porträt Bernhart van Resten. (Öl – 1521)
- Porträt der Katharina Fürleger. (1497)
- Das große Rasenstück. (Aquarell – 1503)
- Der Feldhase. (Aquarell – 1502)
- Der Hirschkäfer. (Aquarell – 1503)
- Akelei-Blume. (Aquarell)
- Der Zeichner der Laute. (Holzschnitt)
- Liegende nackte Frau. (Holzschnitt)
- Der Sündenfall (Adam und Eva). (Kupferstich – 1504)
- Madonna mit Kind und Zeisige.
- Betende Hände. (Tintenzeichnung – 1508)
- Die vier Apostel. (Mischtechnik auf Holz – 1526)

## Produktion
Albrecht Dürer 1471 – 1528 wurde von der Künstlerischen Arbeitsgruppe „Konkret“ anlässlich des 500. Geburtstages des Malers auf ORWO-Color gedreht und hatte am 3. September 1971 Premiere. Die Dramaturgie lag in den Händen von Franz Sporer und der Kommentar wurde von Rudolf Schmal geschrieben.